# Brida de tubs
|  | No s'ha de confondre amb Brida de cables. |

Una brida de tubs, brida de mànegues, o també abraçadora- ibídem, (en anglès: Jubilee clip), és un dispositiu, amb forma d'argolla, que s'utilitza per connectar i segellar un tub o mànega sobre qualsevol tipus d' accessori.

## Tipus

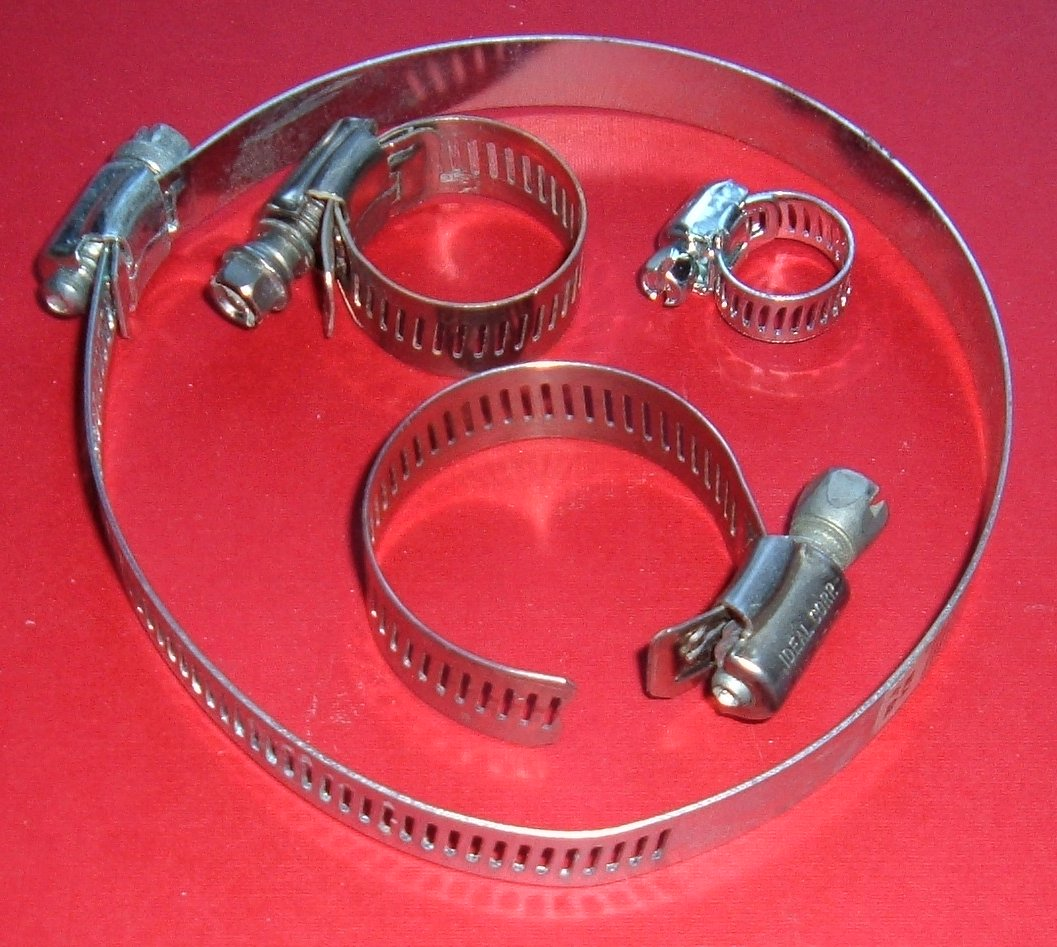
abraçadores de mànega de cargol/cinta.

Hi ha molts tipus d'abraçadores :

### Abraçadores de vis sens fi.
Les abraçadores de cargol consisteixen en una cinta metàl·lica en forma d'argolla, generalment galvanitzada o d'acer inoxidable, sobre la qual s'ha tallat o premsat un patró de rosca i que tè un cargol captiu sobre un dels costats. L'abraçadora es col·loca al voltant de la mànega o tub a connectar, amb l'extrem obert en un troç curt entre la cinta i el cargol captiu. Quan es fa girar el cargol, actua com un vis sens fi estirant els fils de la cinta, fent que la cinta quedi tensada al voltant del tub (o quan es cargola en sentit contrari, s'afluixa). Les abraçadores de cargol s'utilitzen normalment per a tubs o mànegues de 1/2 polzada de diàmetre o més grans, per als diàmetres més petits hi ha altres tipus d'abraçadores.
La primera patent per a una abraçadora amb vis sens fi es va concedir a l'inventor suec se el 1896 Bergström va fundar "Allmänna Brandredskapsaffären E. Bergström & Co". l'any 1896 (ABA) per fabricar aquestes abraçadores de vis sens fi.

Moltes organitzacions públiques mantenen estàndards de brida de mànega, com ara els estàndards aeroespacials nacionals NAS1922 i NAS1924 de l' Associació d'Indústries Aeroespacials, J1508 de la Societat d'Enginyers d'Automoció, etc.
Un parell d'abraçadores de rosca en un tub de goma curt formen una "brida sense boixa", que sovint s'utilitza per connectar seccions de canonades d'aigües residuals domèstiques, o s'utilitza per a altres canonades com a acoblador flexible (per solucionar dificultats d'alineació o per evitar trencaments de canonades per raó de moviment de trams) o una reparació d'emergència.

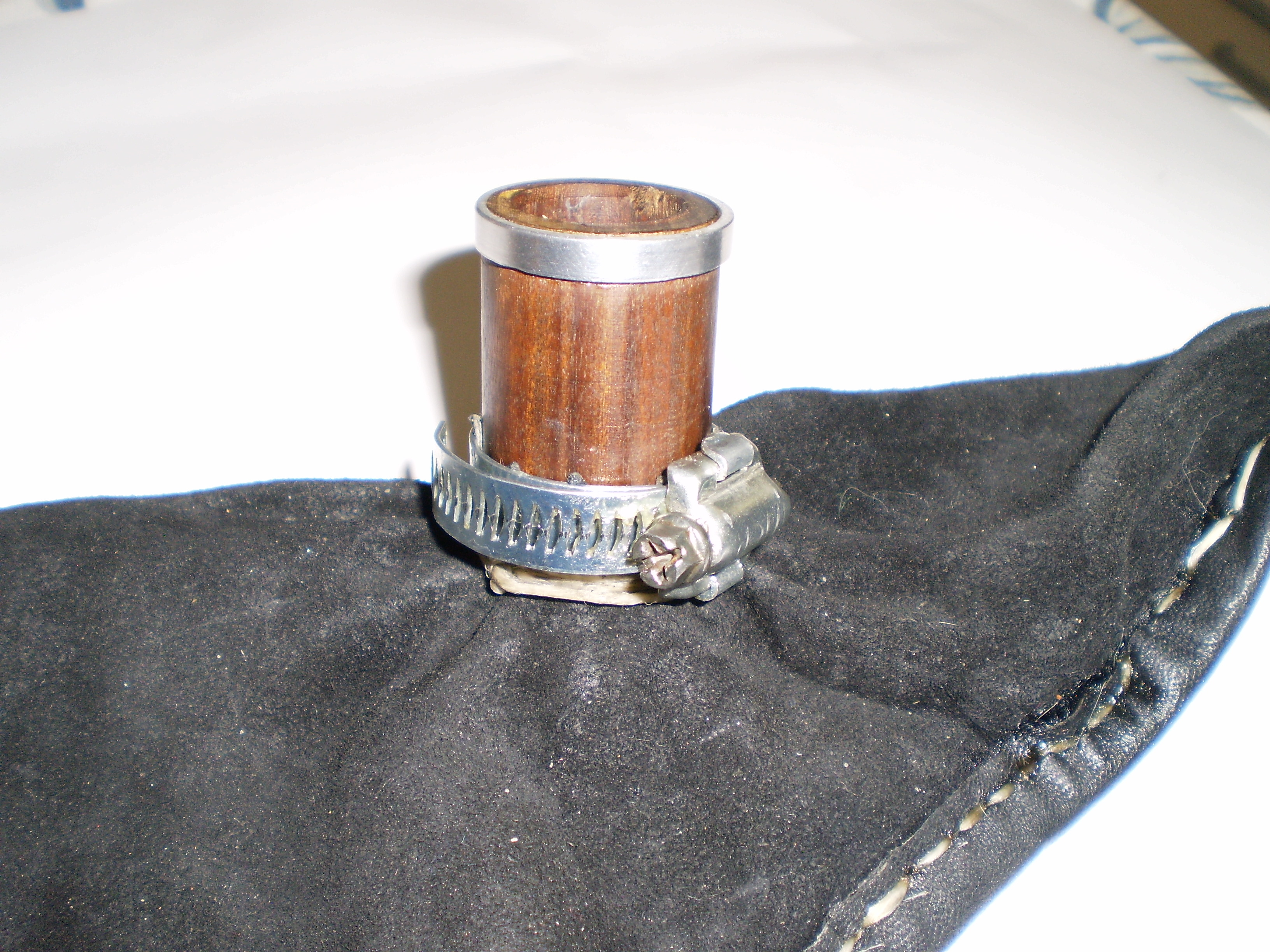
Una abraçadora de mànega que s'utilitzava per subjectar la pell al seu lloc mentre lligava la bossa de la gaita.

També es poden utilitzar de manera similar, com a mitjà senzill per a la transmissió de petites quantitats de potència. Una llargada curta de mànega està enganxada entre dos eixos on la vibració o les variacions d'alineació poden ser absorbides per la flexibilitat de la mànega. Aquesta tècnica està ben adaptada per utilitzar-la per a maquetes en un laboratori de desenvolupament.
Aquest tipus d'abraçadora va ser comercialitzat l'any 1921 per l'ex comandant de la Royal Navy, Lumley Robinson, que va fundar L. Robinson & Co (Gillingham) Ltd., un negoci a Gillingham, Kent. L'empresa és propietària de la marca comercial de Jubilee Clip .
Tipus similars d'abraçadores per a mànegues inclouen l'abraçadora Marman, que també té una cinta de cargol i un cargol sòlid.
Hi ha abraçadores de plàstic entrellaçades, on la gran base de clip d'aleta està dissenyada per sobrebloquejar i enclavar la mandíbula fins a l'estanquitat necessària.
Les abraçadores en T estan dissenyades per a canonades i mànegues d'alta pressió com ara mànegues de pressió turbo i mànegues de refrigerant per a motors d'alta pressió. Aquestes abraçadores tenen un petit cargol que uneix les dues meitats de l'abraçadora per subjectar de manera segura les mànegues resistents.

### Abraçadora de molla

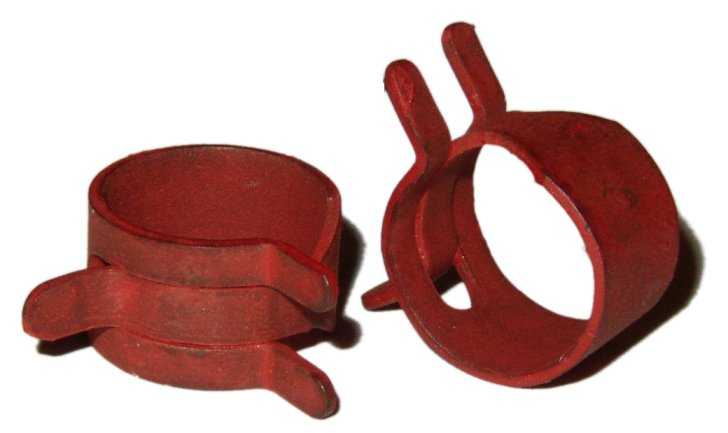
Un parell d'abraçadores de molla, destinades a utilitzar-se en línies de combustible d'automòbils

Les abraçadores de molla solen estar fetes d'una tira d' acer de molla, tallada de manera que un costat tingui una protuberància estreta centrada a l'extrem, i l'altre costat un parell de protuberàncies estretes a banda i banda. Els extrems d'aquests sortints es dobleguen cap a fora i la tira s'enrotlla per formar un anell, amb les pestanyes que sobresurten entrellaçades. Per utilitzar l'abraçadora, les pestanyes exposades es pressionen una cap a l'altra (normalment utilitzant unes alicates), augmentant el diàmetre de l'anell, i l'abraçadora es llisca sobre la mànega, més enllà de la part que anirà a la barbeta. Aleshores, la mànega s'ajusta a l'espina, l'abraçadora es torna a expandir, es llisca sobre la part de la mànega sobre l'espina, després s'allibera, comprimint la mànega a la mànega. Les abraçadores d'aquest disseny s'utilitzen poques vegades per a altes pressions o mànegues grans, ja que requeririen quantitats incòmodes d'acer per generar prou força de subjecció i ser impossible de treballar amb només eines manuals. S'utilitzen habitualment en mànegues de sistemes de refrigeració d'automòbils de diverses polzades de diàmetre, per exemple a la majoria d'automòbils Volkswagen refrigerats per aigua.
Les abraçadores de molla són especialment adequades per a llocs confinats o d'una altra manera incòmodes on altres tipus de clips requereixen eines de tensió aplicades des d'angles estrets i possiblement inaccessibles. Això els ha fet especialment populars per a aplicacions com ara les bagues de motor d'automòbils i per assegurar les connexions de tubs en la refrigeració per aigua .

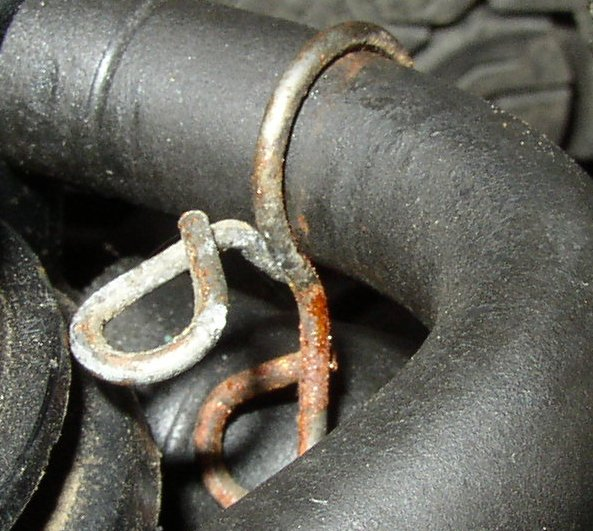
Una abraçadora de molla senzilla, utilitzada en una mànega de buit d'automòbil

Un altre tipus d'abraçadora de molla, que normalment només s'utilitza a les mànegues de buit, és només un tros de filferro d'acer de molla doblegat en un bucle, amb els extrems arrissats per proporcionar nanses. Aquestes s'utilitzen de manera similar a les abraçadores de molla estàndard, però només es pessiguen a mà i proporcionen molt poca força de subjecció. En lloc d'intentar segellar una mànega en una barbeta, només fan una lleugera pressió sobre la mànega, ajudant a evitar que llisqui de la mànega.

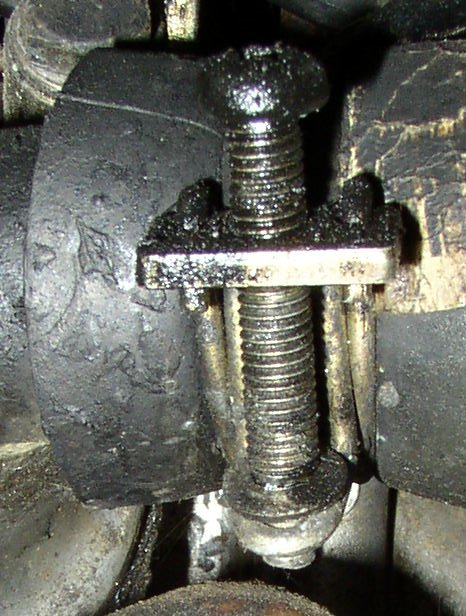
Una abraçadora de filferro (una mica bruta i massa tensa) que s'utilitza en un radiador d'automòbil

### Abraçadora de filferro
Les abraçadores de filferro consisteixen en una peça de filferro pesat, normalment fet d'acer, primer doblegat en una U ajustada, després formada en forma d'anell amb un extrem superposat a l'altre i, finalment, els extrems doblegats cap a fora i tallats. Una femella captiva s'uneix a un extrem i un cargol captiu a l'altre extrem. Quan el cargol està ajustat, els extrems superposats del cable s'aparteixen, estrenyent el bucle de filferro al voltant de la mànega. Per obtenir una explicació de per què s'utilitza aquest disseny, vegeu la secció sobre segellament de la connexió.

### Abraçadora d'orelles
Les abraçadores d'orelles consisteixen en una cinta (normalment d'acer inoxidable) en la qual s'han format una o més "orelles" o elements que poden "flexar per tal d'estrènyer". L'abraçadora es col·loca sobre l'extrem de la mànega o del tub a connectar i quan cada orella es tanca a la base de l'orella amb unes alicates especials, es deforma permanentment, estirant la cinta i fent que la cinta s'estimi al voltant de la mànega. La mida de l'abraçadora s'ha de triar de manera que les orelles estiguin gairebé completament tancades durant la instal·lació.
Altres característiques d'aquest tipus d'abraçadora inclouen: amplades de cinta estretes, destinades a proporcionar una compressió concentrada en la mànega o tub; i resistència a la manipulació, a causa de la deformació permanent de l'"orella" de l'abraçadora. Si el tancament de les "orelles" de l'abraçadora es realitza segons les recomanacions del fabricant, que generalment proporcionen una força constant de pressió, l'efecte de segellat no és excessivament sensible a les variacions de tolerància dels components.
Algunes d'aquestes abraçadores presenten zones destinades a proporcionar un efecte de molla quan el diàmetre de la mànega o del tub es contrau o s'expandeix per raó d'efectes tèrmics o mecànics.
Hans Oetiker va inventar a Horgen, Suïssa, un tipus d'abraçadora d'orella, que elimina esglaons o buits a la circumferència interior de l'abraçadora. Això proporciona una compressió uniforme i un segellat de 360°. Aquestes abraçadores continues són molt adequades per a aplicacions que involucren mànegues de parets primes, amb càrregues més altes. Això suggereix que s'han de considerar per a aplicacions difícils de segellar, com ara plàstics modelats o altres materials menys mal·leables, que s'utilitzen habitualment a la indústria de l'automòbil.

### Altres tipus
Es poden emprar molts altres mètodes per connectar mànegues o tubs, com ara accessoris de compressió (on una virola de niló o metall tou es comprimeix a la mànega estrenyent de la connexió), accessoris d'ajustament (on la mànega s'insereix dins d'un element de compressió, dissenyada de manera que la força contra la mànega fa que quedi assegurada), accessoris d'estampació (on es comprimeix un coll rígid a la mànega), accessoris d'abraçadora (on dos blocs s'estrenyen als costats de la mànega, que sovint es troben a les mànegues de jardí), cintes de crimpat (similar a les cintes de vis sens fi, però s'utilitza un crimpat en lloc d'un cargol/rosca) i moltes altres.

## Usos i aplicacions
Les abraçadores de mànega solen limitar-se a pressions moderades, com les que es troben en aplicacions domèstiques i d'automoció. A altes pressions, especialment amb grans mides de mànega, l'abraçadora hauria de ser difícil de manejar per poder suportar les forces que l'expandeixen sense permetre que la mànega llisqui de la punxa o que es formi una fuita. Per a aquestes aplicacions d'alta pressió, normalment s'utilitzen accessoris de compressió, accessoris de crimpat gruixuts o altres dissenys.
Les abraçadores de mànega s'utilitzen sovint per a coses diferents del seu ús previst, i sovint s'utilitzen com una versió més permanent de la cinta adhesiva sempre que una cinta d'estrènyer al voltant d'alguna cosa seria útil. El tipus de cinta de cargol, en particular, és molt fort i s'utilitza per a finalitats no de fontaneria molt més que els altres tipus. Aquestes abraçadores es poden trobar fent tot, des de muntar rètols fins a mantenir junts les reparacions d'emergència (o d'una altra manera) a la llar.
Un altre atribut útil: les abraçadores de mànega d'accionament de vis sens fi es poden encadenar en cadena o "siameses" per fer una abraçadora llarga, si en teniu diverses, més curta del que requereix el treball.
Entre les coses que es veuen muntades amb abraçadores de mànega hi ha el boom de cua d'un helicòpter model GMP Cricket, un scooter casolà, penjadors de tubs improvisats, suports per a TV al terrat i antenes d'ona curta i pràcticament tots els components imaginables de la carrosseria d'un automòbil.
Les abraçadores de mànega també s'utilitzen habitualment a la indústria agrícola. S'utilitzen en mànegues d'amoníac anhidre i estan fets d'una combinació d'acer i ferro. Les abraçadores de mànega d'amoníac anhidre solen estar revestides de cadmi per evitar l'òxid i la corrosió.

## Especificacions
Als Estats Units, SAE International manté l'especificació J1508 per a trenta-dos dissenys diferents d'abraçadores de mànega, inclosos els estils de cargol, molla i cargol en T. També manté l'especificació J1610 per a la prova de segellat de mànegues. El TACOM de l'exèrcit dels EUA manté la descripció d'elements comercials (CID) AA-52506 que preveu l'adquisició estandarditzada de brides de mànega pel Departament de Defensa ; el CID fa referència a les especificacions SAE. El CID va substituir l'especificació federal WW-C-440 per a les brides de mànega el 1994.